# Жан Пірс
Жан Пірс (англ. Jan Peerce — Джан Пірс; справжнє ім'я — Джейкоб Пінкус Перельмут, англ. Jacob Pincus Perelmuth; 3 червня 1904, Нью-Йорк — 15 грудня 1984, Нью-Йорк) — американський оперний і камерний співак (лірико-драматичний тенор) і артист оперети.

## Біографія
Народився в Нью-Йорку, в сім'ї релігійних євреїв. Його батьки — Луїс Перельмут і Анна (Геня) Познер — емігрували з Росії (Городець, нині Кобринський район Білорусі) задовго до народження наймолодшого з синів, тому Джейкоб вважався корінним американцем.
У віці чотирьох років хлопчика стали навчати музичної грамоти і гри на скрипці. У 1917 році, в день своєї бар-міцви, юнак дав свій перший сольний концерт в синагозі. Батьки Пірса були заможними людьми і мали власний ресторан, який і став для молодого співака першим концертним залом. Спочатку Пірс обслуговував весілля в супроводі створеного ним невеликого оркестру. Через деякий час про нього дізналися, і багато імпресаріо стали запрошувати його для виступів у кабаре і танцювальних залах. Програми цих виступів були досить різноманітні: від пісень на їдиші, івриті та синагогальної музики до арій з опер, оперет і мюзиклів. Уроки співу юнак брав у кількох педагогів: Е. Рокас, Е. Мак-Лела і Дж. Боргетті.
У 1932 році Пірс познайомився з імпресаріо С. Ротгафелем (за порадою якого взяв псевдонім Жан Пірс). Це співпраця дала співакові можливість більш серйозно зайнятися музикою і почати виступати з нью-йоркськими танцювальними і джазовими оркестрами в більш престижних залах. З 1933 по 1940 рік Пірс працював солістом радіо в Нью-Йорку і присвятив свій час для вдосконалення своїх вокальних навичок. У 1936 році сім'я Перельмут поріднилася з ще одним співаком — Річардом Такером, який одружився з сестрою Пірса Саррі. Хоча Пірс не вважав, що Такер володіє видатним талантом для початку оперної кар'єри, він, тим не менш, допоміг зятю, познайомивши його з імпресаріо і організувавши ряд прослуховувань.
У 1938 році, після виконання партії Зиґмунда в постановці першої дії опери Р. Вагнера «Валькірії» в «Радіо-Сіті мюзик-холі», був помічений великим диригентом А. Тосканіні. Запрошення на запис симфонії № 9 Л. Бетховена з симфонічним оркестром Національного радіо США Пірс прийняв з благоговінням. Популярність Тосканіні в США була надзвичайною, вимоги маестро до якості роботи солістів та оркестру ускладнювали спілкування з ним. Для будь-якого музиканта того часу робота під керівництвом Тосканіні була знаком найвищого визнання і давала можливість працювати в кращих оперних театрах країни. У тому ж, 1938, році Пірс дебютував в Балтиморському оперному театрі, виконавши партії Герцога в «Ріголетто» і Альфреда в «Травіаті» Дж. Верді. Співпраця Пірса і Тосканіні тривало більше 15 років, аж до повернення Тосканіні в Італію. Результатом їхньої спільної роботи стали численні концерти, оперні постановки і ряд записів, у тому числі Дев'ята симфонія і «Фіделіо» Бетховена, «Ріголетто», «Травіата», «Бал-маскарад» Дж. Верді, «Богема» Дж. Пуччіні.
З 1939 по 1974 рік Пірс співпрацював з імпресаріо Солом Юроком, за участю якого виступив в оперному театрі Сан-Франциско. У 1941—1963 роках він був одним з провідних солістів «Метрополітен-опера» в Нью-Йорку. Серед партій його репертуару — Герцог в «Ріголетто», Альфред в «Травіаті», Річард в «Балі-маскараді», Альваро в «Силі долі», Манріко в «Трубадурі» Верді, Рудольф в «Богемі» Пуччіні, Едгар в «Лючії ді Ламмермур» Доніцетті, Фауст в однойменній опері Гуно, Каварадоссі в «Тосці» Пуччіні, Дон Оттавіо в «Дон Жуана» Моцарта.
На початку 1940 року Пірс був запрошений Рахманіновим для виконання кантати «Дзвони» під керуванням автора.
Співак гастролював у багатьох країнах, в тому числі неодноразово в Ізраїлі (вперше в 1950 році) і в СРСР (вперше — в 1956 році, в спектаклі Большого театру, в 1963 році — з сольними концертами по країні). Красива зовнішність і акторська чарівність дозволили Пірсу розширити діапазон творчих інтересів: він знявся в музичному фільмі (у співпраці з Діною Дурбін, «Що навіяв вітер», (1947)), виступав в опереті (в Віденській державній опері і міському оперному театрі Мюнхена — Едвін в «Сільві», Тасілло в «Маріці» І. Кальмана, Данила у «Веселій вдові» Ф. Легара).

У 1971 році співак виконав головну роль в мюзиклі Дж. Бока «Скрипаль на даху» (за «Тев'є-молочаром» Шолом Алейхема). Записав ряд грамплатівок з репертуаром народних і сучасних пісень на їдиші, естрадних пісень, а також канторським виконанням синагогальної літургії.
Коли я вперше приїхала в 1975 році в Нью-Йорк, я побачила афіші Жана Пірса, купила квиток. Це був славнозвісний співак, улюблений тенор Тосканіні. Але коли я дізналася з газет, що він зламав ногу, подумала: концерт скасують. Нічого подібного! Цей старий років сімдесяти виїхав на сцену в кріслі з коліщатками і блискуче заспівав всю програму. Весь «Карнегі-хол» тоді аплодував йому стоячи. Я не можу уявити собі жодного російського співака, який наважився б на таке.— Г.Вишневська
Пірс зібрав англійську оперну трупу і заснував фестиваль в Олдборо, був обраний президентом об'єднаного товариства музикантів. Його перу належить автобіографія «Шлях співака».
Помер в Нью-Йорку в 80-річному віці.